# Frenchcore
Frenchcore – gatunek muzyki elektronicznej, odmiana francuskiego hardcore, powstały w połowie lat 90. XX wieku.

## Charakterystyka
Tempo utworów oscyluje w granicach 180–240 bpm. Charakterystyczny dla gatunku jest beat w metrum 4/4, jednostajny, z mniej lub bardziej używanym efektem distortion (ang. zniekształcenie) któremu poddane są dźwięki w utworach z gatunku, przede wszystkim sample z zapisem uderzeń bębna basowego. Całość wypełniają industrialne dźwięki, dosyć minimalistyczne, raczej ascetyczne. Obecne utwory z gatunku frenchcore charakteryzuje często prosta linia basowa.

## Historia
Za twórców i prekursorów gatunku uważa się artystów Laurenta Ho i Manu Le Malin. Obecnie frenchcore popularny jest we Francji, Niemczech, Belgii, Włoszech, mniej w Holandii (tam króluje dutch newstyle).